# Folke Jönsson
Folke Gösta Jönsson, född 8 oktober 1910 i S:t Peters Klosters församling, Malmöhus län, död 14 september 2003 i Lund, var en svensk målare och riksdagspolitiker (socialdemokrat). Han var far till Claes Göran Jönsson,
Folke Jönsson var verksam som målare i Lund och var ledamot av Lunds stadsfullmäktige 1939-1944, 1947-1954 och 1962-1970. I riksdagen var han ledamot av andra kammaren 1945-1952, invald i Fyrstadskretsen.